# 茶屋町 (名古屋市)
茶屋町（ちゃやまち）は、愛知県名古屋市中区の地名。

## 歴史

### 町名の由来
初代茶屋四郎次郎の子の中島新四郎（茶屋長意）の居住地であることに由来する。

### 沿革
- 1872年（明治5年） - 益屋町・大和町を編入する[3]。
- 1878年（明治11年）12月20日 - 名古屋区成立に伴い、同区茶屋町となる[3]。
- 1889年（明治22年）10月1日 - 名古屋市成立に伴い、同市茶屋町となる[3]。
- 1908年（明治41年）4月1日 - 西区成立に伴い、同区茶屋町となる[3]。
- 1929年（昭和4年）6月1日 - 一部が西区御幸本町通に編入される[4]。
- 1944年（昭和19年）2月11日 - 栄区成立に伴い、同区茶屋町となる[3]。
- 1945年（昭和20年）11月3日 - 栄区廃止に伴い、中区茶屋町となる[3]。
- 1966年（昭和41年）3月30日 - 中区丸の内二丁目に編入され、消滅[3]。

### 字一覧
1932年（昭和7年）愛知県教育会発行『明治十五年愛知県郡町村字名調』による名古屋区茶屋町の字。
- 茶屋（ちゃや）[5]
- 大和（やまと）[5]
- 桝屋（ますや）[5]